# Dustin Johnson
Dustin Hunter Johnson (Columbia, Carolina del Sur; 22 de junio de 1984) es un golfista estadounidense que compitió en el PGA Tour desde el año 2008, donde ha obtenido un total de 24 victorias y 106 top 10. Actualmente juega en la liga saudí LIV Tour.
En torneos mayores, Johnson ha sido ganador del Abierto de los Estados Unidos de 2016 y el Masters de Augusta de 2020; además resultó segundo en el Abierto Británico de 2011 y en el Campeonato de la PGA de 2019 y 2020. Entre sus victorias se destacan además el Campeonato BMW de 2010 y 2016, el The Northern Trust de 2011, 2017 y 2020, el WGC-HSBC Champions de 2013, el WGC-Campeonato Cadillac de 2015, 2017 y 2019, el WGC-Bridgestone Invitational de 2016, el WGC Match Play de 2017 y el Tour Championship de 2020. Asimismo, ha disputado la Copa Ryder desde 2010 y la Copa de Presidentes en 2011 para la selección estadounidense.
Johnson fue nombrado Jugador del Año de la PGA of America y el PGA Tour de 2016. Ha figurado más de 250 semanas entre los primeros 10 puestos de la Clasificación mundial de golfistas, y ha estado 81 semanas como el número 1 desde febrero de 2017 hasta octubre de 2018. Desde 2012 está de pareja con la cantante y modelo Paulina Gretzky, con quien tiene dos hijos.

## Trayectoria
Johnson compitió en golf en la Coastal Carolina University y se convirtió en profesional en 2007. Ese año resultó 14º en el torneo de clasificación del PGA Tour, por lo que obtuvo la tarjeta para disputar la temporada 2008.
El surcarolino superó 17 cortes en 30 torneos disputados en 2008, destacándose un séptimo lugar en Pebble Beach, décimo en Hawái y otros dos top 25, para terminar 134.º en los playoffs. Más tarde ganó un torneo de la serie de otoño, lo que lo catapultó a la 42.ª posición en la tabla de ganancias de ese año.
Johnson superó 20 cortes y obtuvo 11 top 25 en el PGA Tour de 2009, destacándose un triunfo en Pebble Beach y un cuarto lugar en el Byron Nelson. Luego de resultar décimo en el Campeonato de la PGA, quedó 15º en el Barclays, cuarto en el Campeonato Deutsche Bank, 30.º en el Campeonato BMW y 27.º en el Tour Championship, por lo que concluyó 14º en los playoffs y 15º en la tabla de ganancias.
En 2010, este golfista repitió título en Pebble Beach, terminó tercero en Los Ángeles, séptimo en el Byron Nelson, octavo en el Abierto de los Estados Unidos y quinto en el Campeonato de la PGA. A continuación, fue noveno en el Barclays, 57.º en el Deutsche Bank, primero en el Campeonato BMW y 22º en el Tour Championship. Así, culminó quinto en los playoffs y cuarto en la tabla de ganancias del PGA Tour.
Johnson obtuvo en 2011 un segundo lugar en el Abierto Británico y el WGC-Campeonato Cadillac, un tercero en San Diego y cuarto en el Memorial Tournament. En los playoffs ganó el Barclays, pero obtuvo malos resultados en los tres torneos restantes y quedó cuarto. Con seis top 10 y 17 cortes superados, el surcarolino quedó quinto en la tabla de ganancias del circuito.
El golfista cosechó nueve top 10, 11 top 25 y 17 cortes superados en 2012. Entre sus resultados más destacados, triunfó en el St. Jude Classic y terminó cuarto en San Diego, quinto en Pebble Beach y noveno en el Abierto Británico. En los playoffs, terminó tercero en el Barclays, cuarto en el Deutsche Bank, sexto en el BMW y décimo en el Tour Championship. De este modo, quedó octavo en los playoffs y 19º en la tabla de ganancias.
Johnson venció en 2013 en el Torneo de Campeones, finalizó segundo en el Abierto de Canadá, cuarto en el Abierto de Houston, quinto en el Tour Championship, octavo en el Campeonato de la PGA y décimo en el St. Jude Classic. Por tanto, repitió el 19º puesto en la lista de ganancias del PGA Tour.
En la temporada 2014, el estadounidense ganó el WGC-HSBC Champions, resultó segundo en el Pebble Beach National Pro-Am y el Abierto de Los Ángeles, cuarto en el Abierto de los Estados Unidos y el WGC-Campeonato Cadillac, sexto en el Torneo de Campeones y séptimo en el Campeonato Byron Nelson. 
En agosto, Johnson se retiró de la competición por decisión propia, presuntamente tras dar positivo por consumo de cocaína. El jugador anunció su ausencia en su cuenta de Twitter, indicando que buscaría "ayuda para resolver sus problemas personales". Pese a disputar solamente 17 torneos en la temporada 2014, el golfista se colocó 12° en la lista de ganancias del circuito estadounidense. En 2015 afirmó que dejó de jugar principalmente por problemas de consumo de alcohol.
Johnson retornó al PGA Tour en febrero de 2015. Triunfó en el WGC-Campeonato Cadillac, fue segundo en el Abierto de los Estados Unidos y el Abierto de Los Ángeles, cuarto en Pebble Beach, quinto en el Tour Championship, sexto en el Masters de Augusta, y séptimo en el Campeonato de la PGA y el Campeonato BMW. Por tanto, finalizó séptimo en la Copa FedEex y quinto en la lista de ganancias.
A fines de 2015, Johnson resultó quinto en el WGC-HSBC Champions. En la primavera de 2016 consiguió un cuarto puesto en el Abierto de Los Ángeles, alcanzó cuartos de final del WGC Match Play, culminó tercero en el Abierto de Houston, y finalizó cuarto en el Masters de Augusta. En el verano acabó tercero en el Memorial Tournament y finalizó quinto en Memphis, tras lo cual ganó su primer torneo mayor, el Abierto de los Estados Unidos, y dos semanas después triunfó en el WGC-Bridgestone Invitational. Más tarde, finalizó noveno en el Abierto Británico, segundo en el Abierto de Canadá, octavo en el Campeonato Deutsche Bank, primero en el Campeonato BMW, y sexto en el Tour Championship. Así, se ubicó segundo en la Copa FedEx y primero en la lista de ganancias, por lo que fue nombrado Jugador del Año tanto por el PGA Tour como por la PGA of America.
En la temporada 2017 del PGA Tour, Johnson logró tres victorias consecutivas en Los Ángeles, el WGC-Campeonato de México y el WGC Match Play. También ganó el Northern Trust, mientras que finalizó segundo en Quail Hollow y tercero en Pebble Beach. Por tanto, finalizó cuarto en la Copa FedEx y tercero en la lista de ganancias del PGA Tour. Por otra parte, obtuvo el segundo puesto en el Campeonato de Abu Dabi de Golf.
En 2018, Johnson triunfó en el Torneo de Campeones, el St. Jude Classic y el Abierto de Canadá, resultó segundo en el WGC-HSBC Champions y en Pebble Beach, tercero en el Abierto de los Estados Unidos y el WGC-Bridgestone Invitational, séptimo en el WGC-Campeonato de México, noveno en el Campeonato de Abu Dabi, y décimo en el Masters de Augusta. En los playoffs acabó séptimo en el Campeonato Bell y tercero en el Tour Championship. Por tanto, finalizó cuarto en la Copa FedEx y segundo en la lista de ganancias del PGA Tour.
En 2019, Johnson triunfó en el Saudi International y el WGC-Campeonato de México, y resultó cuarto en el Torneo de Campeones.
En 2020 Jonhson ganó el Travelers Championship, el The Northern Trust y la FedexCup con un marcador de 21 bajo par en el Tour Championship. Ese mismo año triunfó en el Masters de Augusta con un resultado de 20 golpes bajo el par, récord del torneo.
El 8 de junio de 2022 confirmó su marcha del PGA Tour para unirse a la liga saudí LIV Tour.

## Victorias como profesional

### Victorias en el PGA Tour
| Leyenda                      |
| Majors (2)                   |
| World Golf Championships (6) |
| FedEx Cup playoff (6)        |
| Otros PGA Tour (10)          |

| N.º | Fecha        | Torneo                                | Golpes          | Al par | Margen de victoria | Segundo(s)                           |
| --- | ------------ | ------------------------------------- | --------------- | ------ | ------------------ | ------------------------------------ |
| 1   | Oct 5, 2008  | Turning Stone Resort Championship     | 72-68-70-69=279 | −9     | 1 golpe            | Robert Allenby                       |
| 2   | Feb 15, 2009 | AT&T Pebble Beach National Pro-Am     | 65-69-67=201*   | −15    | 4 golpes           | Mike Weir                            |
| 3   | Feb 14, 2010 | AT&T Pebble Beach National Pro-Am (2) | 64-68-64-74=270 | −16    | 1 golpe            | David Duval, J. B. Holmes            |
| 4   | Sep 12, 2010 | Campeonato BMW                        | 68-70-68-69=275 | −9     | 1 golpe            | Paul Casey                           |
| 5   | Aug 27, 2011 | Barclays                              | 66-63-65=194*   | −19    | 2 golpes           | Matt Kuchar                          |
| 6   | Jun 10, 2012 | FedEx St. Jude Classic                | 70-68-67-66=271 | −9     | 1 golpe            | John Merrick                         |
| 7   | Jan 8, 2013  | Hyundai Tournament of Champions       | 69-66-68=203*   | −16    | 4 golpes           | Steve Stricker                       |
| 8   | Nov 3, 2013  | WGC-HSBC Champions                    | 69-63-66-66=264 | −24    | 3 golpes           | Ian Poulter                          |
| 9   | Mar 8, 2015  | WGC-Mexico Championship               | 68-73-69-69=279 | −9     | 1 golpe            | J. B. Holmes                         |
| 10  | Jun 19, 2016 | Abierto de los Estados Unidos         | 67-69-71-69=276 | −4     | 3 golpes           | Jim Furyk, Shane Lowry, Scott Piercy |
| 11  | Jul 3, 2016  | WGC-Bridgestone Invitational          | 69-73-66-66=274 | −6     | 1 golpe            | Scott Piercy                         |
| 12  | Sep 11, 2016 | Campeonato BMW (2)                    | 67-63-68-67=265 | −23    | 3 golpes           | Paul Casey                           |
| 13  | Feb 19, 2017 | Abierto de Los Ángeles                | 66-66-64-71=267 | −17    | 5 golpes           | Scott Brown, Thomas Pieters          |
| 14  | Mar 5, 2017  | WGC-Mexico Championship (2)           | 70-66-66-68=270 | −14    | 1 golpe            | Tommy Fleetwood                      |
| 15  | Mar 26, 2017 | WGC Match Play                        | 1 up            | 1 up   | 1 up               | Jon Rahm                             |
| 16  | Aug 27, 2017 | Barclays (2)                          | 65-69-67-66=267 | −13    | Playoff            | Jordan Spieth                        |
| 17  | Jan 7, 2018  | Sentry Tournament of Champions (2)    | 69-68-66-65=268 | −24    | 8 golpes           | Jon Rahm                             |
| 18  | Jun 10, 2018 | FedEx St. Jude Classic (2)            | 67-63-65-66=261 | −19    | 6 golpes           | Andrew Putnam                        |
| 19  | Jul 29, 2018 | RBC Canadian Open                     | 68-66-65-66=265 | −23    | 3 golpes           | An Byeong-hun, Kim Meen-whee         |
| 20  | Feb 24, 2019 | WGC-Mexico Championship (3)           | 64-67-66-66=263 | −21    | 5 golpes           | Rory McIlroy                         |
| 21  | Jun 28, 2020 | Travelers Championship                | 69-64-61-67=261 | −19    | 1 golpe            | Kevin Streelman                      |
| 22  | Aug 23, 2020 | The Northern Trust                    | 67-60-64-63=254 | −30    | 11 golpes          | Harris English                       |
| 23  | Sep 7, 2020  | Tour Championship                     | 67-70-64-68=269 | −211   | 3 golpes           | Xander Schauffele, Justin Thomas     |
| 24  | Nov 15, 2020 | The Masters                           | 65-70-65-68=268 | −20    | 5 golpes           | Im Sung-jae, Cameron Smith           |

### Resultados en Majors
| Torneo               | 2008 | 2009 | 2010 | 2011 | 2012 | 2013 | 2014 | 2015 | 2016 | 2017 | 2018 | 2019 | 2020 | 2021 | 2022 |
| -------------------- | ---- | ---- | ---- | ---- | ---- | ---- | ---- | ---- | ---- | ---- | ---- | ---- | ---- | ---- | ---- |
| Masters de Augusta   |      | T30  | T38  | T38  |      | T13  | CUT  | T6   | T4   |      | T10  | T2   | 1    | CUT  | T12  |
| U. S. Open           | T48  | T40  | T8   | T23  | CUT  | 55   | T4   | T2   | 1    | CUT  | 3    | T35  | T6   | T19  |      |
| Abierto Británico    |      | CUT  | T14  | T2   | T9   | T32  | T12  | T49  | T9   | T54  | CUT  | T51  | NT   | T8   |      |
| Campeonato de la PGA |      | T10  | T5   | CUT  | T48  | T8   |      | T7   | CUT  | T13  | T27  | 2    | T2   | CUT  | CUT  |

     Victoria
     Top 10
     No jugó
CUT = No pasa el corte

T = Empatado

NT = Torneo suspendido Pandemia de COVID-19